# 7 winchester per un massacro
7 winchester per un massacro è un film del 1967 diretto da Enzo G. Castellari.

## Trama
Dopo una cruenta battaglia che ha visto la morte di un generale sudista, un ufficiale, il colonnello Blake, rovista fra i cadaveri alla ricerca di un tesoro lasciato in qualche luogo dal suo comandante. Troverà un certo Stuart, un cacciatore di taglie, che nascondendo la sua reale occupazione asserisce di conoscere importanti informazioni inerenti al tesoro che l'uomo cerca e chiede il suo aiuto. Blake si allea con un gruppo di 7 uomini, ma verranno tutti condotti in una trappola ordita da Stuart.

## Produzione
Il film trae spunto da un fatto realmente accaduto: la storia del colonnello sudista Shaw e del suo «reggimento nero».

## Critica
Viene definita come una delle pellicole «più dignitose» riferito al genere western degli anni 60, con uno strategico utilizzo delle pause che ne interrompe l'azione. (Il Resto del Carlino, febbraio 1968).